# Astrophiura tiki
Astrophiura tiki is een slangster uit de familie Ophiuridae.
De wetenschappelijke naam van de soort werd in 1981 gepubliceerd door N.M. Litvinova & I.S. Smirnov.